# UD M42
United Defense M42 — американський пістолет-кулемет часів Другої світової війни. Спроектовано в 1938 році Карлом Свебіліусом, виробництво організоване компанією «Марлін Фаерармз Компані». Був першим пістолетом-кулеметом, представленим фірмою «United Defense Supply Corp.».
Пістолет-кулемет комплектувався двома змінними стволами: калібру 9 мм та .45 ACP відповідно. Невикористаний ствол прикріплювався ззаду ствольної коробки і виконував функцію прикладу.
Система моделі 42 працює за рахунок використання енергії віддачі вільного затвора, який оснащений окремим ударником. Живлення перших пістолетів-кулеметів здійснювалося коробчастими від'ємними магазинами на 20 патронів 45 ACP. Наступні моделі створювалися під патрон калібру 9 мм і оснащувалися подвійним магазином на 40 патронів.

## Країни, у яких використовувалася зброя
- Китайська Народна Республіка (1928)
- США